# NGC 780
NGC 780 è una galassia a spirale situata nella costellazione del Triangolo, a una distanza di circa 239 milioni di anni luce dalla nostra Via Lattea.

## Scoperta
La galassia è stata scoperta il 26 ottobre 1786 dall'astronomo britannico di origine tedesca William Herschel.

## Descrizione
NGC 780 presenta una larga riga a 21 cm dell'idrogeno neutro.
Data la sua luminosità superficiale pari a 13,97, NGC 780 può essere classificata come una galassia a bassa luminosità superficiale (nella letteratura in lingua inglese abbreviata in LSB, acronimo di Low Surface Brightness). Le galassie LSB sono galassie di tipo diffuso (D) con una luminosità superficiale inferiore di almeno una magnitudine a quella del cielo notturno circostante.